# Andreas Meihsies
Andreas Meihsies (* 23. März 1960 in Lüneburg) ist ein deutscher Politiker (bis 2016: Bündnis 90/Die Grünen). Von 2003 bis 2008 war er Mitglied des Niedersächsischen Landtages.

## Leben
Nach dem Besuch der Hauptschule machte Meihsies eine Ausbildung bei der Deutschen Bundespost. Von 1975 bis zum Eintritt in den Ruhestand 2023 war er im Postdienst beschäftigt. 
Seit 1983 war Meihsies Mitglied der Grünen. Seit 1986 war er Ratsherr der Stadt Lüneburg und Vorsitzender der dortigen Grünen-Fraktion. Von 2003 bis 2008 gehörte er dem Niedersächsischen Landtag an. Bei der Landtagswahl 2008 stand er auf Platz 14 der Landesliste der Grünen, jedoch erhielten die Grünen nur zwölf Mandate. Meihsies kündigte daraufhin an, nach einer beruflichen Auszeit in den Postdienst zurückzukehren; sein kommunalpolitisches Engagement setzte er fort. Bei der Bundestagswahl 2009 kandidierte er für die Grünen im Wahlkreis Lüchow-Dannenberg – Lüneburg, errang das Direktmandat aber erwartungsgemäß nicht. Nachdem er im Februar 2016 von den Grünen nicht wieder für den Stadtrat aufgestellt worden war, legte er den Fraktionsvorsitz nieder und trat wenig später aus der Partei aus.
Am 27. Mai 2021 gab Meihsies bekannt, zur Wahl des Oberbürgermeisters der Hansestadt Lüneburg im September 2021 anzutreten. Er unterlag bei der Wahl Claudia Kalisch.
Andreas Meihsies ist Mitglied im BUND, der AIDS-Hilfe und des Öko-Instituts.